# Děti noci

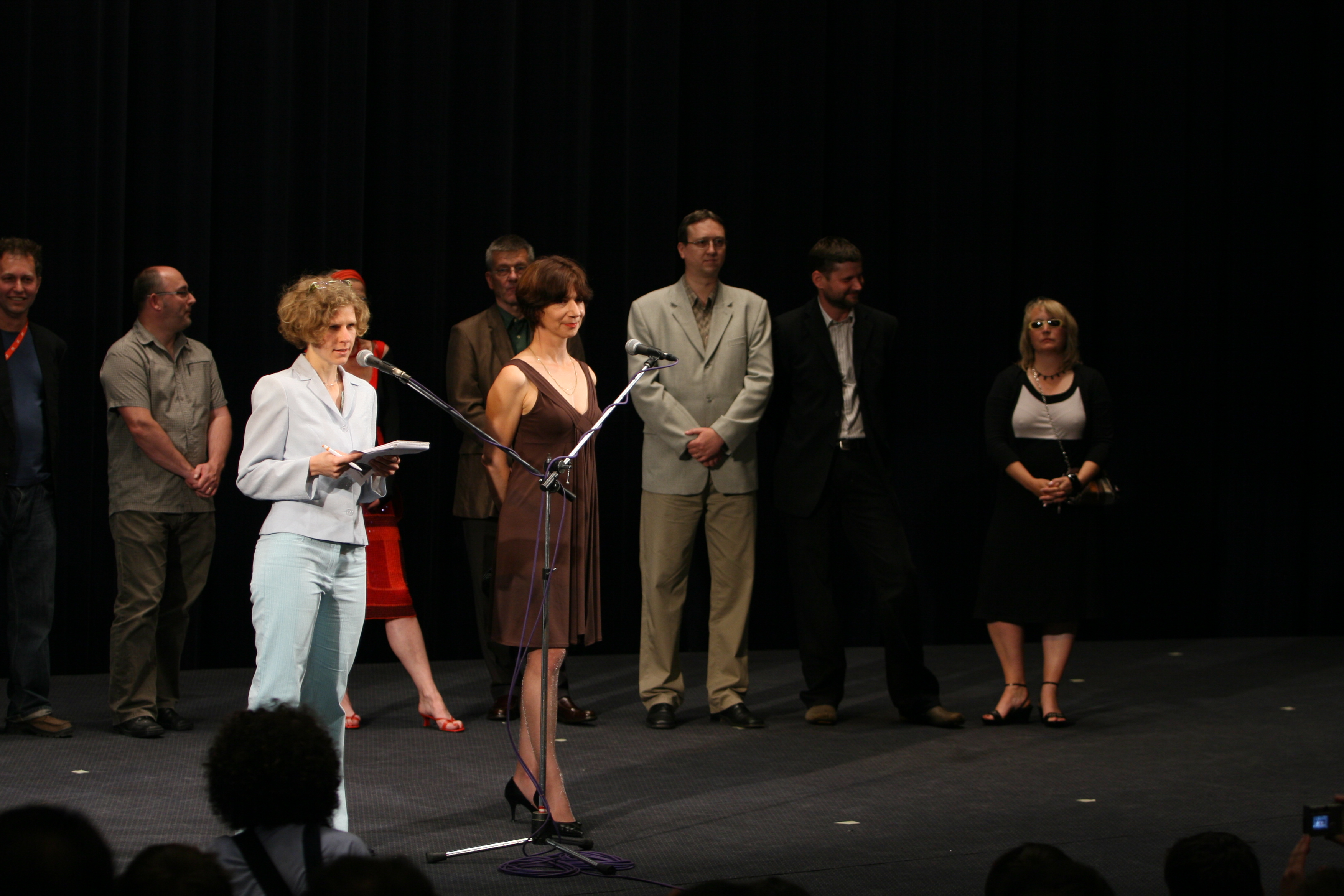
Uvedení filmu na karlovarském festivalu

Děti noci je český film režisérky Michaely Pavlátové z roku 2008.
Film měl premiéru na filmovém festivalu v Karlových Varech a získal zde ocenění pro Marthu Issovou a Jiřího Mádla za herecké výkony. Za ženské herecké výkony pro Marthu Issovou v hlavní roli a Lenku Termerovou ve vedlejší roli byl také nominován na Českého lva, Lenka Termerová cenu získala.

## Obsazení

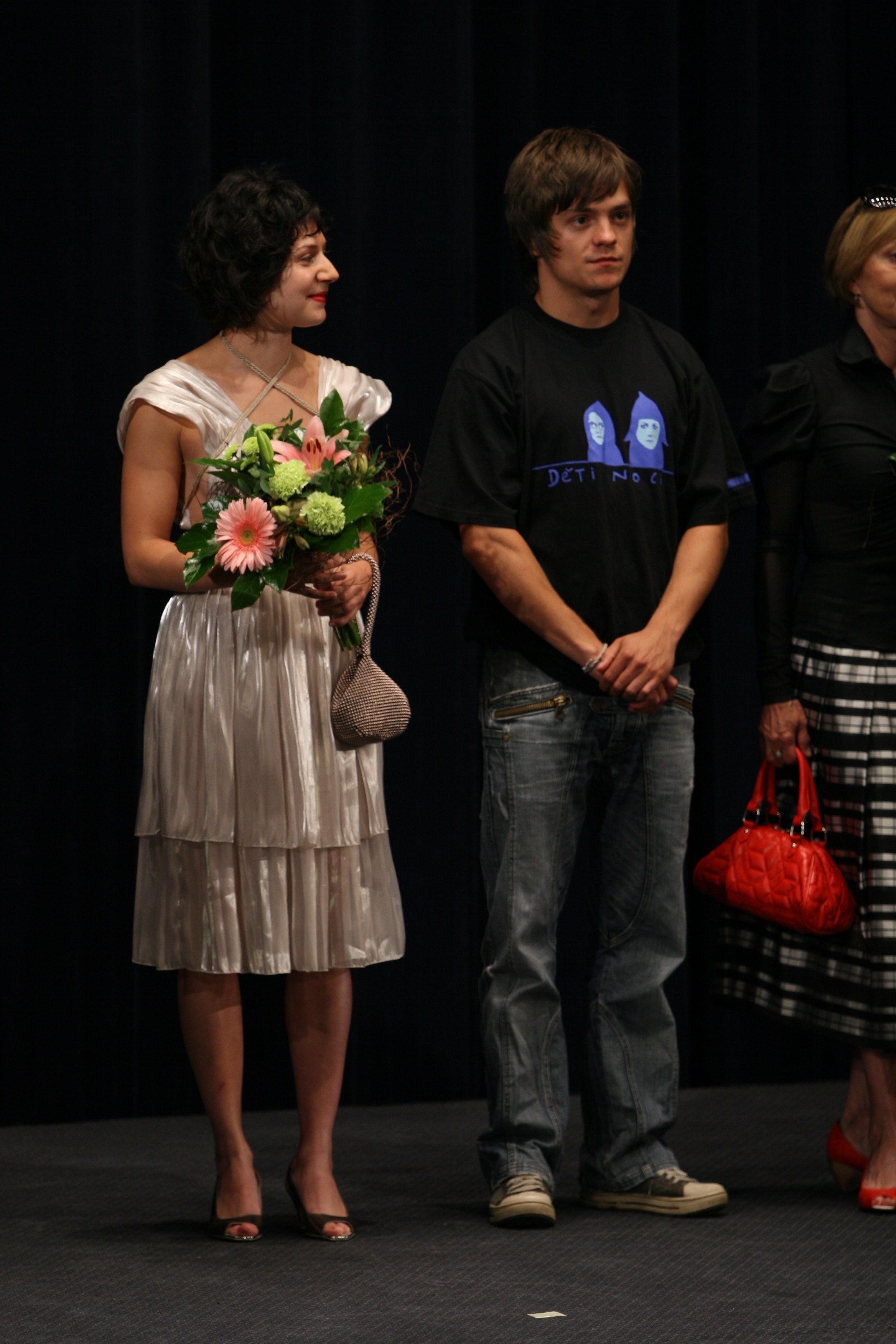
Martha Issová a Jiří Mádl

| Martha Issová             | Ofka                 |
| Jiří Mádl                 | Ubr                  |
| Kristýna Fuitová Nováková | Martina              |
| Lenka Termerová           | matka                |
| Václav Helšus             | otec                 |
| David Novotný             | Eda                  |
| Simona Babčáková          | Lucie                |
| Igor Chmela               | Vláďa                |
| Jana Hubinská             | doktorka             |
| Jakub Prachař             |                      |
| Jiří Kaftan               |                      |
| Vratislav Hlavatý         |                      |
| Jan Dolanský              | Míra                 |
| Jan Slovák                |                      |
| Tomáš Jeřábek             |                      |
| Olga Michálková           |                      |
| Miriam Vránová            |                      |
| Mariana Slováková         |                      |
| Josef Wiesner             |                      |
| Marie Nevrlá              |                      |
| Lenka Stolařová           |                      |
| Zuzana Stivínová mladší   | dabing Jany Hubinské |